# Yamagata (Nagano)
Yamagata (山形村 Yamagata-mura?) es una villa en la prefectura de Nagano, Japón, localizada en la parte central de la isla de Honshū, en la región de Chūbu. El 1 de marzo de 2021 tenía una población estimada de 8260 habitantes y una densidad de población de 331 personas por km².

## Geografía
Yamagata se encuentra en la parte central de la prefectura de Nagano, en la cuenca de Matsumoto, a una altitud de aproximadamente 700 metros. El monte Hachimori (2447 metros) está parcialmente dentro de los límites de la villa.

## Historia
El área de la actual Yamagata era parte de la antigua provincia de Shinano y de las propiedades del dominio Matsumoto durante el período Edo. La villa de Yamagata se estableció el 1 de abril de 1889 y no ha cambiado sus fronteras desde entonces.

## Demografía
Según los datos del censo japonés, la población de Yamagata ha aumentado en los últimos 50 años.
| Gráfica de evolución demográfica de Yamagata entre 1940 y 2015 |
|                                                                |
| Oficina de Estadística de Japón                                |